# Hypotrachyna physcioides
Hypotrachyna physcioides är en lavart som först beskrevs av William Nylander och som fick sitt nu gällande namn av Mason Ellsworth Hale. 
Hypotrachyna physcioides ingår i släktet Hypotrachyna och familjen Parmeliaceae. Inga underarter finns listade i Catalogue of Life.